# Groupe Agrica
 (janvier 2016).
 (juin 2024).
La mise en forme du texte ne suit pas les recommandations de Wikipédia : il faut le « wikifier ».
Les points d'amélioration suivants sont les cas les plus fréquents. Le détail des points à revoir est peut-être précisé sur la page de discussion.
- Les titres sont pré-formatés par le logiciel. Ils ne sont ni en capitales, ni en gras.
- Le texte ne doit pas être écrit en capitales (les noms de famille non plus), ni en gras, ni en italique, ni en « petit »…
- Le gras n'est utilisé que pour surligner le titre de l'article dans l'introduction, une seule fois.
- L'italique est rarement utilisé : mots en langue étrangère, titres d'œuvres, noms de bateaux, etc.
- Les citations ne sont pas en italique mais en corps de texte normal. Elles sont entourées par des guillemets français : « et ».
- Les listes à puces sont à éviter, des paragraphes rédigés étant largement préférés. Les tableaux sont à réserver à la présentation de données structurées (résultats, etc.).
- Les appels de note de bas de page (petits chiffres en exposant, introduits par l'outil «  Source ») sont à placer entre la fin de phrase et le point final[comme ça].
- Les liens internes (vers d'autres articles de Wikipédia) sont à choisir avec parcimonie. Créez des liens vers des articles approfondissant le sujet. Les termes génériques sans rapport avec le sujet sont à éviter, ainsi que les répétitions de liens vers un même terme.
- Les liens externes sont à placer uniquement dans une section « Liens externes », à la fin de l'article. Ces liens sont à choisir avec parcimonie suivant les règles définies. Si un lien sert de source à l'article, son insertion dans le texte est à faire par les notes de bas de page.
- La présentation des références doit suivre les conventions bibliographiques. Il est recommandé d'utiliser les modèles {{Ouvrage}}, {{Chapitre}}, {{Article}}, {{Lien web}} et/ou {{Bibliographie}}. Le mode d'édition visuel peut mettre en forme automatiquement les références.
- Insérer une infobox (cadre d'informations à droite) n'est pas obligatoire pour parachever la mise en page.

Pour une aide détaillée, merci de consulter Aide:Wikification.
Si vous pensez que ces points ont été résolus, vous pouvez retirer ce bandeau et améliorer la mise en forme d'un autre article.
Le Groupe AGRICA est un groupe de protection sociale complémentaire consacré au monde agricole. Il assure aux entreprises et aux salariés agricoles, des solutions et des services en matière de retraite complémentaire, prévoyance, santé et épargne.

## Histoire
Le Groupe AGRICA est né du regroupement de trois institutions agricoles existantes : 
- La Caisse Centrale de Prévoyance Mutuelle Agricole (CCPMA). Créée en 1938, elle assure aux salariés des Organismes Professionnels Agricoles (OPA) des prestations complémentaires au régime de base de la MSA en retraite et en prévoyance.
- La Caisse de Prévoyance des Cadres des Exploitations - puis des Entreprises – Agricoles (CPCEA). Créée en 1952 pour gérer la Convention Collective des Cadres de l’Agriculture, elle offre à ses ressortissants des prestations en retraite, prévoyance et santé.
- La Caisse Mutuelle Autonome des Retraites Complémentaires Agricoles (CAMARCA). Créée en 1962, elle gère la retraite complémentaire ARRCO des salariés agricoles.

Ces institutions agricoles sont alors en dehors de la solidarité financière des autres caisses interprofessionnelles bénéficiant de la compensation de l’Agirc-Arrco. 
Les évolutions démographiques dans les années 1990 marquées par la hausse du nombre de retraités rendent nécessaires pour ces institutions de rejoindre la solidarité interprofessionnelle des salariés.
Les partenaires sociaux agricoles souhaitent toutefois préserver la spécificité agricole des institutions et décident de réunir les caisses dans un même ensemble consacré à la retraite et à la prévoyance des salariés agricoles.

### Les dates clefs
Le 31 janvier 1996, un accord est signé entre les partenaires sociaux des organismes professionnels agricoles décidant pour les organisations relevant de la CCPMA d’intégrer la solidarité mise en œuvre par l’AGIRC et l’ARRCO. Le 1er juillet 1996  un accord complète le protocole du 31 janvier 1996 en entérinant la mise en place d’une association de gestion commune aux Institutions agricoles dont les membres fondateurs sont la CAMARCA, la CPCEA-A, la CRCCA, la CAMARCA Prévoyance, la CCPMA Prévoyance, la CPCEA et la CCPMA Retraite. Il valide également le principe de la création de la Caisse de Retraite Complémentaire pour les Cadres de l’Agriculture (CRCCA).
Le 1er janvier 1997 voit la naissance d’AGRICA (Association pour la Gestion des Retraites pour le Compte des Institutions Complémentaires Agricoles). Les statuts de l’Association sont publiés au JO du 22 janvier 1997 et l’association est habilitée à fonctionner au 1er février 1997.
Le 1er janvier 2007  pour répondre aux nouvelles règles régissant l’activité des Groupes de Protection Sociale, l’administration d'AGRICA évolue. Elle s’organise désormais entre une Association sommitale (Groupe AGRICA), structure politique constituée par des administrateurs désignés par les partenaires sociaux, pour assurer la gouvernance politique et stratégique du Groupe, et un GIE (AGRICA GESTION) destiné à la gestion de l’ensemble des activités du Groupe, dont les administrateurs sont désignés par les entités adhérentes au Groupe.
Le 5 décembre 2017, dans le cadre de la transposition de la directive SOLVABILITE II et en application des orientations stratégiques, les institutions de prévoyance du Groupe AGRICA annoncent la création d’AGRICA PRÉVOYANCE, Société de Groupe Assurantiel de Protection Sociale (SGAPS). Les statuts de la SGAPS ont été adoptés lors de son Assemblée Générale Constitutive le jeudi 5 décembre 2017, pour une prise d’effet au 1er janvier 2018.
Le 4 avril 2018, avec effet rétroactif au 1er janvier 2018, les activités de retraite complémentaire des groupes de protection sociale professionnels (GPS) AGRICA, Audiens, B2V, IRP AUTO, Lourmel et PRO BTP ont fusionné au sein de deux nouvelles institutions : Alliance professionnelle Retraite Agirc et Alliance professionnelle Retraite Arrco. 

## Activités du Groupe AGRICA
Le Groupe AGRICA est un groupe d'assurance présent dans quatre domaines : la retraite complémentaire, la prévoyance, la santé et l'épargne. 

### Métiers
Le groupe bénéficie d'une délégation de l'Agirc-Arrco pour gérer les retraites complémentaires des adhérents cadres et non cadres. Il perçoit les cotisations de retraite complémentaire de l’ensemble des salariés du monde agricole et verse les pensions aux retraités et aux ayants droit. 
En ce qui concerne la prévoyance, le Groupe AGRICA assure les salariés agricoles en cas d’incapacité, d’invalidité ou de décès. Les retraités peuvent également souscrire à des contrats individuels, notamment pour la dépendance et le décès. 
En matière de santé, le groupe propose aux entreprises une gamme de complémentaires santé accessibles par contrat collectif. Les retraités bénéficient d’une offre spécifique.
À travers sa société de gestion de portefeuille, AGRICA Épargne, le groupe propose des dispositifs d’épargne collective : l’épargne salariale via le PEE (Plan d'épargne d'entreprise) ou le PERECO (Plan Epargne Retraite Collectif).  
Le Groupe AGRICA propose également deux plans d'épargne retraite : le PER CCPMA multisupports et le PER CPCEA en points. Ces dispositifs de retraite supplémentaire aident les salariés à se constituer une épargne pendant leur période d'activité qui leur sera versée à la retraite. 

## Clients du Groupe AGRICA
Le Groupe AGRICA est spécialisé dans la protection sociale complémentaire des salariés et retraités agricoles. Il compte parmi ses clients différents types d'entreprises directement ou indirectement liés à l'agriculture, allant d'exploitations de la production agricole (polyculture, élevage, viticulture, arboriculture...) à des coopératives agricoles ou encore des organismes de services tels que les Chambres d'agriculture.
En 2018, le Groupe AGRICA, Crédit Agricole et Groupama, ont renforcé leur partenariat pour créer le label AGRICA PRÉVOYANCE , une nouvelle référence de protection sociale collective des entreprises agri, agro et affinitaires, AGRICA PRÉVOYANCE est consacrée aux branches, aux entreprises et aux salariés du monde agricole, de la production à la transformation, en passant par toutes les activités qui y sont liées.

## Organisation

### Une gestion paritaire
Depuis sa création en 1997, le Groupe AGRICA repose sur un mode de gouvernance spécifique : la gestion paritaire. Il est donc géré par les représentants des entreprises et des salariés agricoles, qui composent à parts égales les instances de décision des institutions du Groupe.